# Lý Thủ Lễ
Lý Thủ Lễ (672–741) (giản thể: 李守礼; phồn thể: 李守禮) là con trai thứ hai của Lý Hiền.

## Cuộc đời
Lý Thủ Lễ sinh vào năm Hàm Hanh thứ 3 (672) dưới thời trị vì của ông nội là Đường Cao Tông, bổn danh là Quang Nhân (光仁), mẹ của ông là Lương đệ Trương thị. Năm Thượng Nguyên thứ 2 (675), hoàng thái tử Lý Hoằng mất, tháng 6 cùng năm cha ông là Lý Hiền được phong làm Hoàng thái tử, địa vị của Lý Quang Nhân theo đó cũng được nâng cao.
Năm Điều Lộ thứ nhất (680), Minh Sùng Nghiễm chết, Võ hậu nghi ngờ là hoàng thái tử mưu sát, sai người đến Đông cung tra xét thì tìm thấy vài trăm bộ áo giáp, Đường Cao Tông do vậy đã phế truất Lý Hiền làm thứ nhân nhưng tạm thời vẫn lưu ông ở lại Trường An. Đến năm Vĩnh Thuần thứ 2 (683), Đường Cao Tông hạ chiếu lưu đày Lý Hiền cùng gia đình đến Ba Châu. Đường Cao Tông băng hà, hoàng thái tử Lý Hiển kế vị, mọi quyền hành đều nằm trong tay của Võ thái hậu. Không bao lâu sau, Trung Tông bị phế truất, Võ thái hậu lập con út là Lý Đán lên ngôi hoàng đế và tiếp tục nắm giữ đại quyền. Ngày 22 tháng 2 (âm lịch), Võ Thái hậu sai Kim Ngô vệ Đại tướng quân Khâu Thần Tích đến Ba Châu giám sát Lý Hiền, Khâu Thần Tích đem Lý Hiền đi nơi khác và lén bức Lý Hiền tự sát, khi đó Lý Quang Nhân mới chỉ 12 tuổi.
Năm Thùy Củng thứ nhất (685), Võ thái hậu truy phong Lý Hiền là Ung vương, cho phép gia quyến được quay về Trường An, cải tên Quang Nhân thành Thủ Lễ, trao chức Thái tử tiển mã (太子洗馬), phong làm Tự Ung vương (嗣雍王), các anh em cùng cha của ông cũng được phong vương: anh cả Lý Quang Thuận (李光順) phong làm Lạc An vương (乐安王) (hoặc là Nghĩa Phong vương 義豐王), em trai Lý Thủ Nghĩa phong làm Vĩnh An vương (永安王). Sau khi Võ thái hậu xưng đế đã ban cho con cháu trực hệ của mình họ Võ, các con của Lý Hiền cũng theo đó cải sang họ Võ, đồng thời cùng các con của Lý Đán bị giam cầm hơn 10 năm trong cung, không được ra ngoài. Do tội của cha ông Lý Hiền mà Lý Thủ Lễ đã phải nhận hình phạt đánh bằng gậy suốt hơn 10 năm.
Năm Thánh Lịch thứ nhất (698), Tắc Thiên hạ chế lập Lư Lăng vương Lý Triết làm Hoàng thái tử, phong hoàng tự Võ Đán làm Tương vương, cho phép gia quyến của Tương vương và Ung vương được ra ngoài cung sống, cải chức Tư nghị lang trung (司議郎中). 
Năm Thần Long thứ nhất (705), Trung Tông phục vị, bái Lý Thủ Lễ làm Quang lộc khanh (光祿卿), được cùng sứ giả đến Ba Châu nghênh đón linh cữu của Lý Hiền về kinh. Năm Cảnh Long thứ 4 (710), Trung Tông băng hà, di chiếu phong Thủ Lễ làm Bân vương (邠王), ban cho ông thực phong 500 hộ. 
Năm Cảnh Vân thứ 2 (712), Duệ Tông gia thêm chức Tả Kim Ngô vệ đại tướng quân, đại đô hộ Đan Vu. Lúc này, Thái Bình công chúa và Hoàng thái tử Lý Long Cơ tranh đấu gay gắt, để hạ bệ Hoàng thái tử Thái Bình công chúa lấy chuyện "đích thứ" và cho rằng Hoàng thái tử chỉ là dòng thứ, không xứng làm người kế vị. Tể tướng là Tống Cảnh, Diêu Nguyên Chi ngầm nói với Duệ Tông: "Tống vương là con trưởng của bệ hạ, Bân vương là cháu trai cả của Cao Tông, Thái Bình công chúa cố tình chia rẽ quan hệ giữa 3 người, khiến cho Đông cung bất an. Xin bệ hạ cho Tống vương và U vương ra làm thứ sử, bãi chức Tả, Hữu Vũ Lâm của 2 vương Kỳ, Tiết rồi phong họ làm Tả, Hữu suất để bảo hộ thái tử." Duệ Tông làm theo lời của 2 người Tống - Diêu, phong Lý Thành Khí làm thứ sử Đồng Châu, Lý Thủ Lễ làm thứ sử Bân Châu, lại an trí Thái Bình công chúa ở Bồ Châu cách xa kinh thành . Thái Bình công chúa biết được đã vô cùng tức giận, đem chuyện này ra trách móc Hoàng thái tử, Hoàng thái tử sợ hãi bèn nói hai người Tống - Diêu chia rẽ tình cảm cô cháu, anh em và xin Duệ Tông trị tội 2 người họ. Duệ Tông bèn giáng Diêu Nguyên Chi làm thứ sử Thân Châu, Tống Cảnh làm thứ sử Sở Châu và thu hồi lệnh phong chức thứ sử của 2 vương: Tống, Bân.
Năm Tiên Thiên thứ 2 (713), Đường Huyền Tông gia phong ông làm Tư không. Đầu những năm Khai Nguyên, ông đã nhậm chức thứ sử của các châu gồm: Quắc Châu, Lũng Châu, Tương Châu, Tấn Châu, Hoạt Châu. Năm Khai Nguyên thứ 29 (741), Lý Thủ Lễ mất, thọ 71 tuổi, truy tặng Thái úy, bồi táng vào Càn lăng.

## Gia đình
- Tổ phụ: Đường Cao Tông Lý Trị
- Tổ mẫu: Võ Tắc Thiên
- Cha: Chương Hoài thái tử Lý Hiền
- Mẹ: Trương lương đệ

- Thê thiếp:

1. Phi Phùng thị
2. Cao Thục Tiêm (高淑嬐), ghi lại trên Đại Đường cố Tế nhân Bột Hải Cao thị mộ chí bia (大唐邠王故细人渤海高氏墓志铭)
3. Tôn thị

- Con cái:

1. Quảng Vũ vương Lý Thừa Hoành (李承宏)
2. Bí thư thiếu giám Lý Thừa Khiên (李承骞)
3. Tự Bân vương Lý Thừa Ninh (李承宁)
4. Đôn Hoàng vương Lý Thừa Thái (李承寀)
5. Hoa Đình huyện chúa Lý thị
6. Kim Thành công chúa Lý thị, Đường Trung Tông phong làm công chúa hòa thân với Thổ Phồn.